# Hertogswetering
La Hertogswetering est un cours d'eau dans le nord-est de la province du Brabant-Septentrional aux Pays-Bas.  
La Hertogswetering (dans sa première partie aussi nommé Groote Wetering) a une longueur de 32,5 km et se dirige du Raam à Grave au Hertogsgemaal à Gewande à la lisière de la commune de Bois-le-Duc. 

## Beersche Maas
La Hertogswetering a été creusée au XIVe siècle, probablement entre 1300 et 1310, dans un ancien lit sec inondable de la Meuse, connu sous le nom de Beersche Maas. Le Beersche Maas a servi jusqu'en 1942 de zone d'inondation régularisée, la  traverse du déversoir de Beers. Les quais de Meuse à l'est d'Oss sont des vestiges de la traverse du déversoir de Beers. 
La Hertogswetering connait des sections étroites creusées dans le large lit du Beersche Maas et des sections larges où il emprunte le lit d'un méandre d'un ancien cours de la Meuse. Les sections larges sont Hamerspoel-Putwielen à Herpen et Ossermeer à Oss. 

## Affluence de weterings
Une wetering est un cours d'eau creusé, souvent pour drainer une zone de tourbières où une région de polders. La Hertogswetering traverse le paysage de polders fluviaux de la zone inondable de la rive gauche de la Meuse et court de l'est à l'ouest au pied des terrains sablonneux du Peelhorst au sud. La Hertogswetering sert surtout pour le drainage de zone inondable. Son bassin de drainage est d'environ 10.000 hectares. Plusieurs petites weterings l'y aident: entre autres : Kleine Wetering à Reek, Munsche Wetering et Erfdijkse Wetering à Schaijk et Herpen, Teeffelse Wetering à Oss et Teeffelen, qui à leur tout reçoivent l'eau de multiples biefs lotissant champs et prés. De petits moulins aidaient au drainage des champs. Autrefois nombreux, il n'en reste que quelques-uns.   
La Teeffelse Wetering est spéciale : avec sa longueur de 2,5 km, elle fait la liaison entre la Hertogswetering près de l'Ossermeer à la Meuse à Teeffelen. Autrefois il y avait un déversoir aux environs de Teeffelen, maintenant il y a une écluse. Selon les niveaux d'eau dans la Meuse et dans le wetering, on peut intervertir son cours. 

## Siphon
Le Burgemeester Delenkanaal a été construit dans les années 1960 pour rallier le port de Oss; il croise le Hertogswetering qui, ayant un niveau d'eau variable, ne peut pas confluer avec le canal; c'est pourquoi un siphon a été conçu faisant passer les eaux du Hertogswetering par en-dessous du canal.

## Stations de pompage
Le Hertogsgemaal, station de pompage désaffectée surnommée écluse bleue, pompait en temps de crue l'eau du wetering vers le fleuve. Il a été remplacé par la station de pompage Gewande à la lisière de la commune de Lith. Gewande sert également pour le Roode wetering, qui coule à peu de distance mais à une hauteur différente parallèlement à la dernière section de la Hertogswetering.   

## Corridor biologique
Actuellement, la Hertogswetering a également la fonction de corridor biologique pour la faune des prés et marais entre le Pays de Grave à l'est et Bois-le-Duc à l'ouest. Son orientation est-ouest est unique pour le Brabant-Septentrional: à peu près tous les autres corridors biologiques sont orientés sud-nord. 

## La Hertogswetering en images

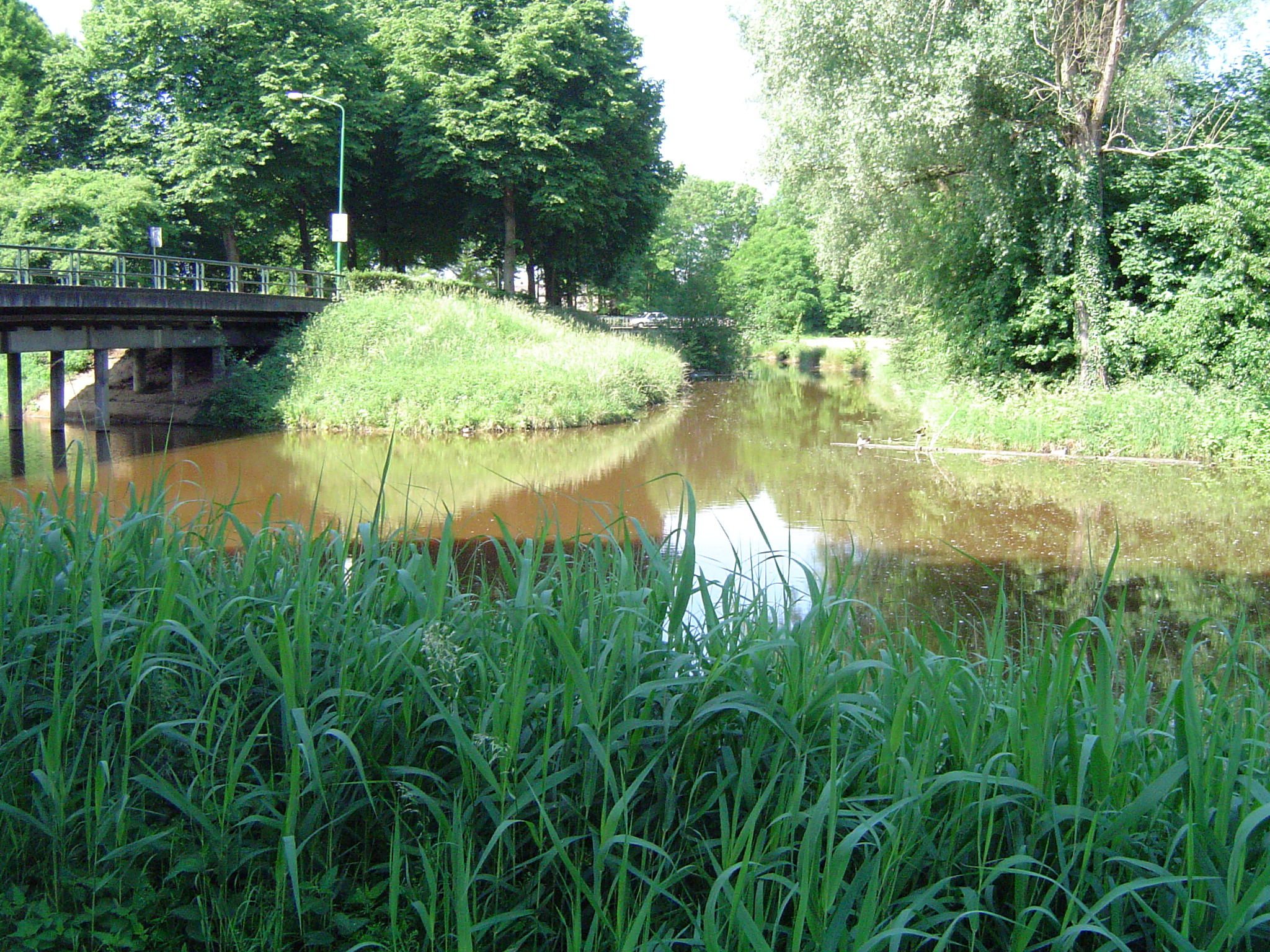
La Hertogswetering, partant du Raam
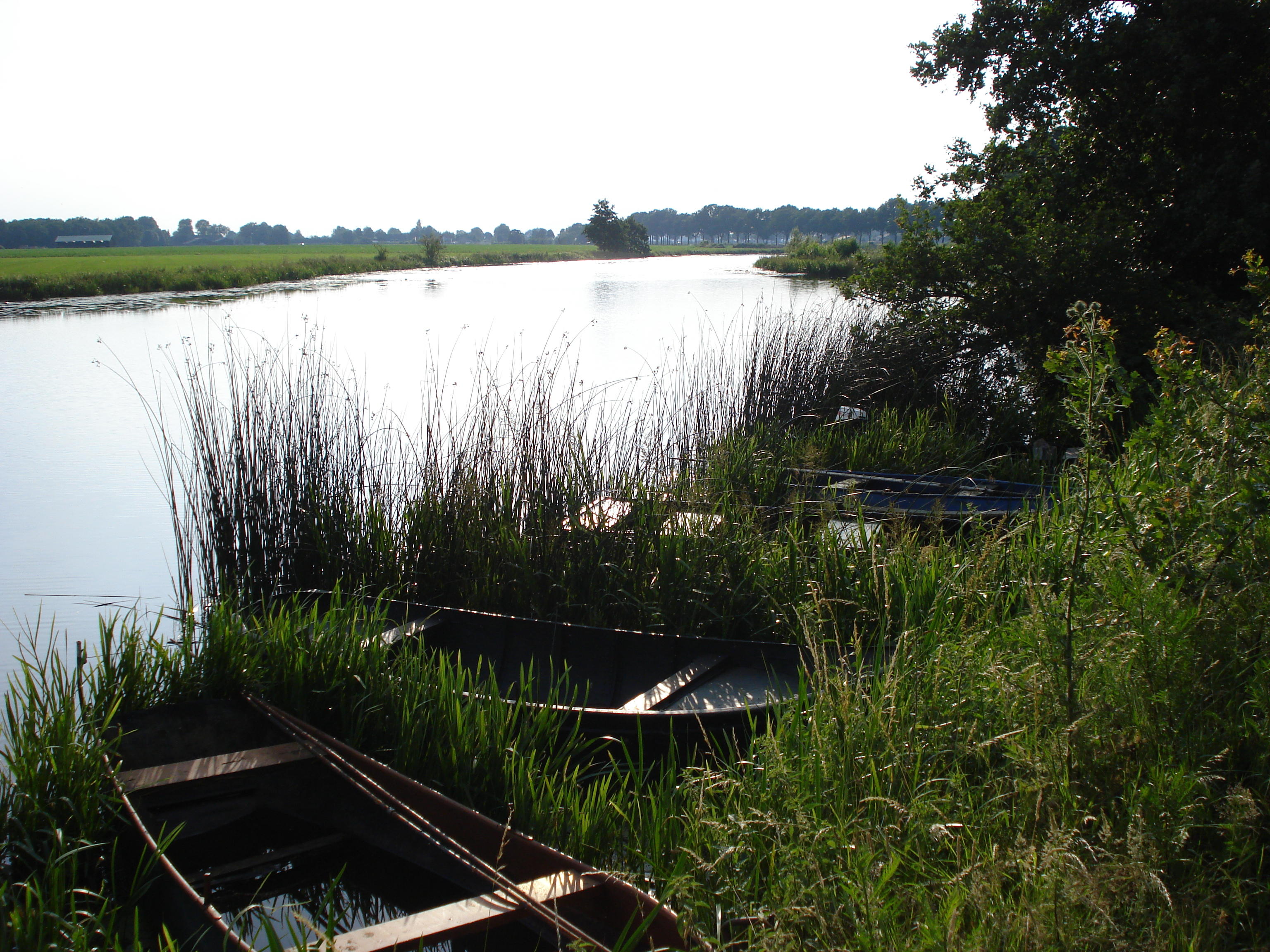
Hertogswetering, la section Putwielen
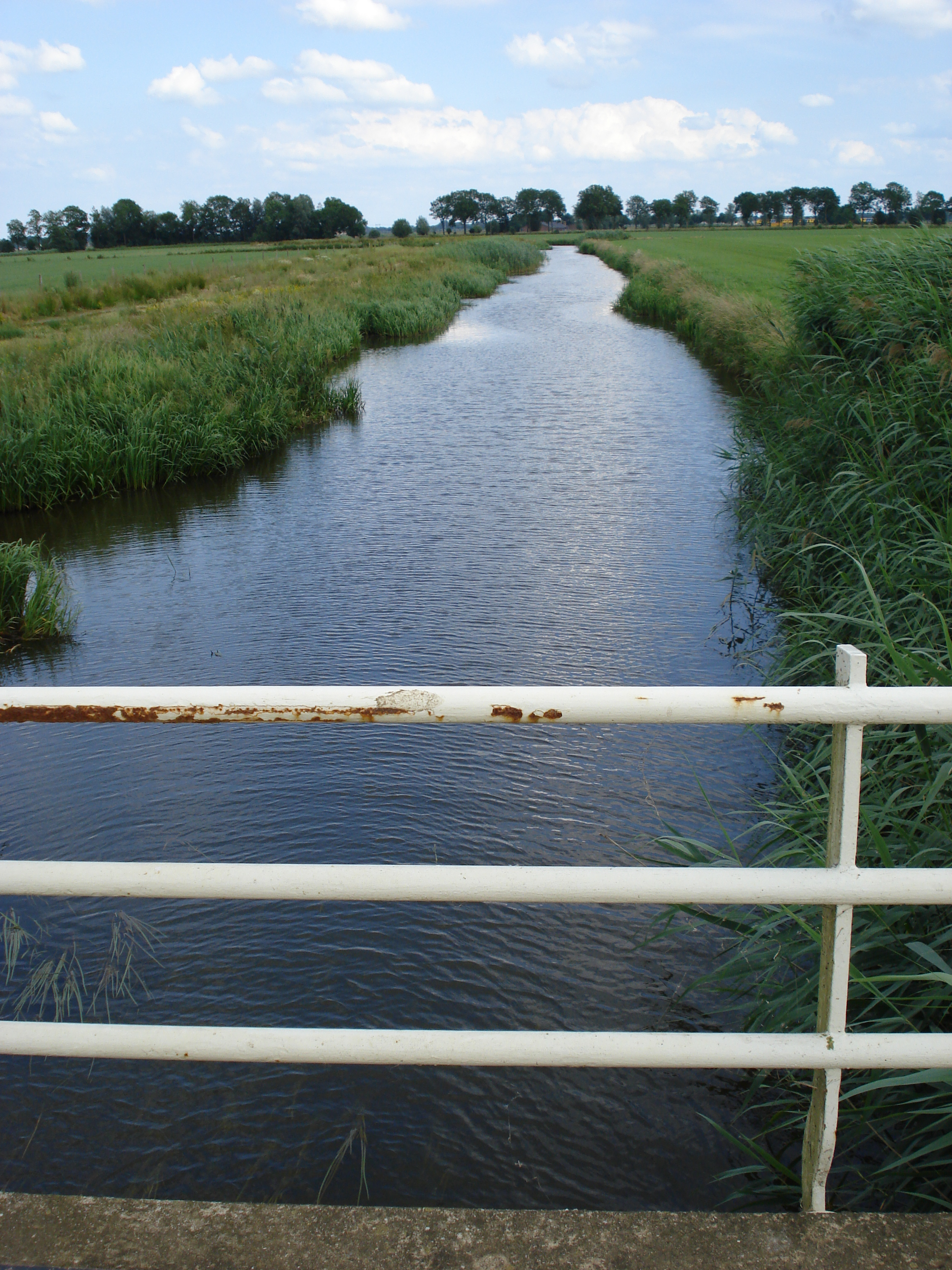
Hertogswetering, dans la Traverse du Beersche Overlaat
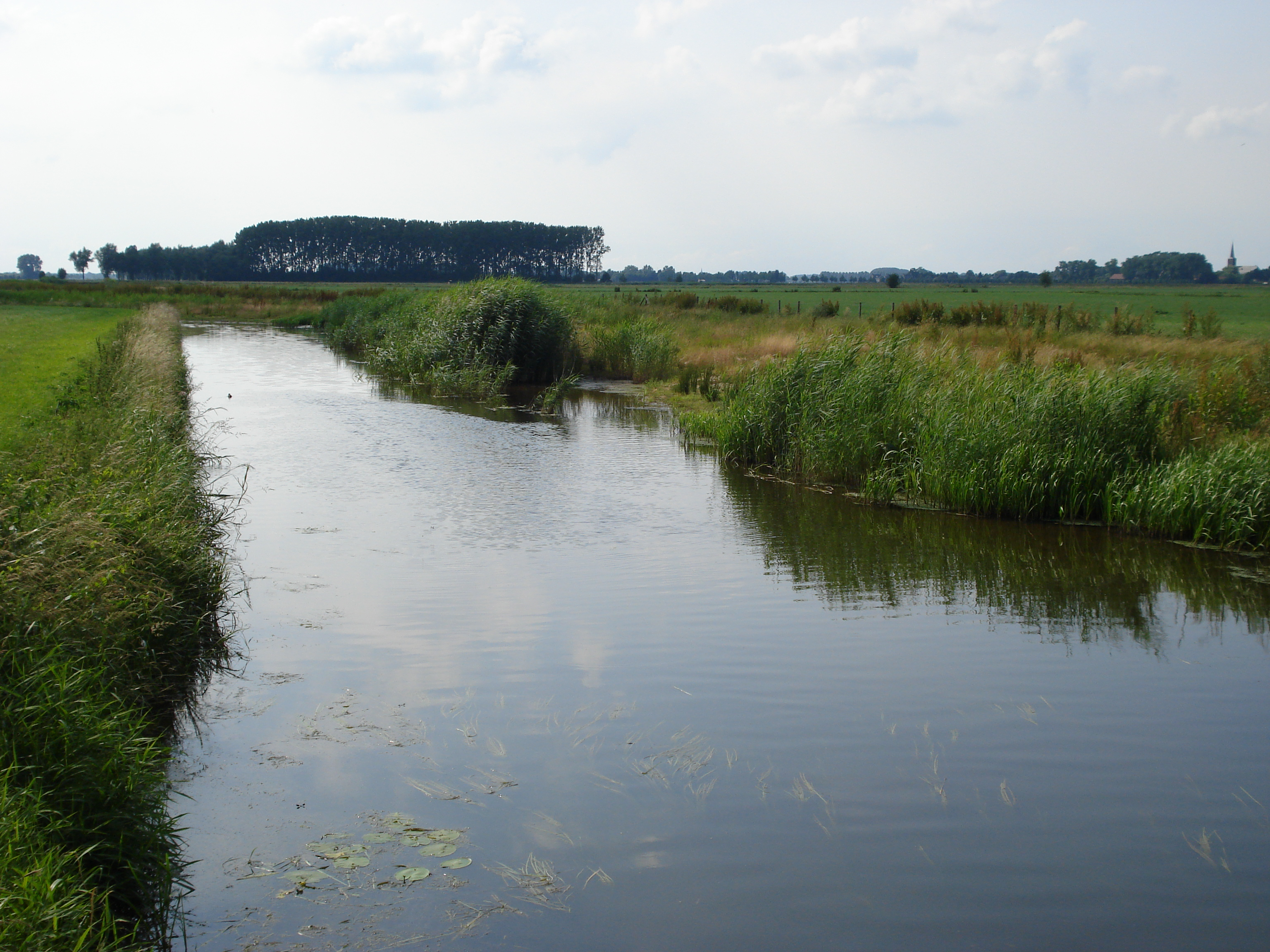
Hertogswetering, au fond Haren
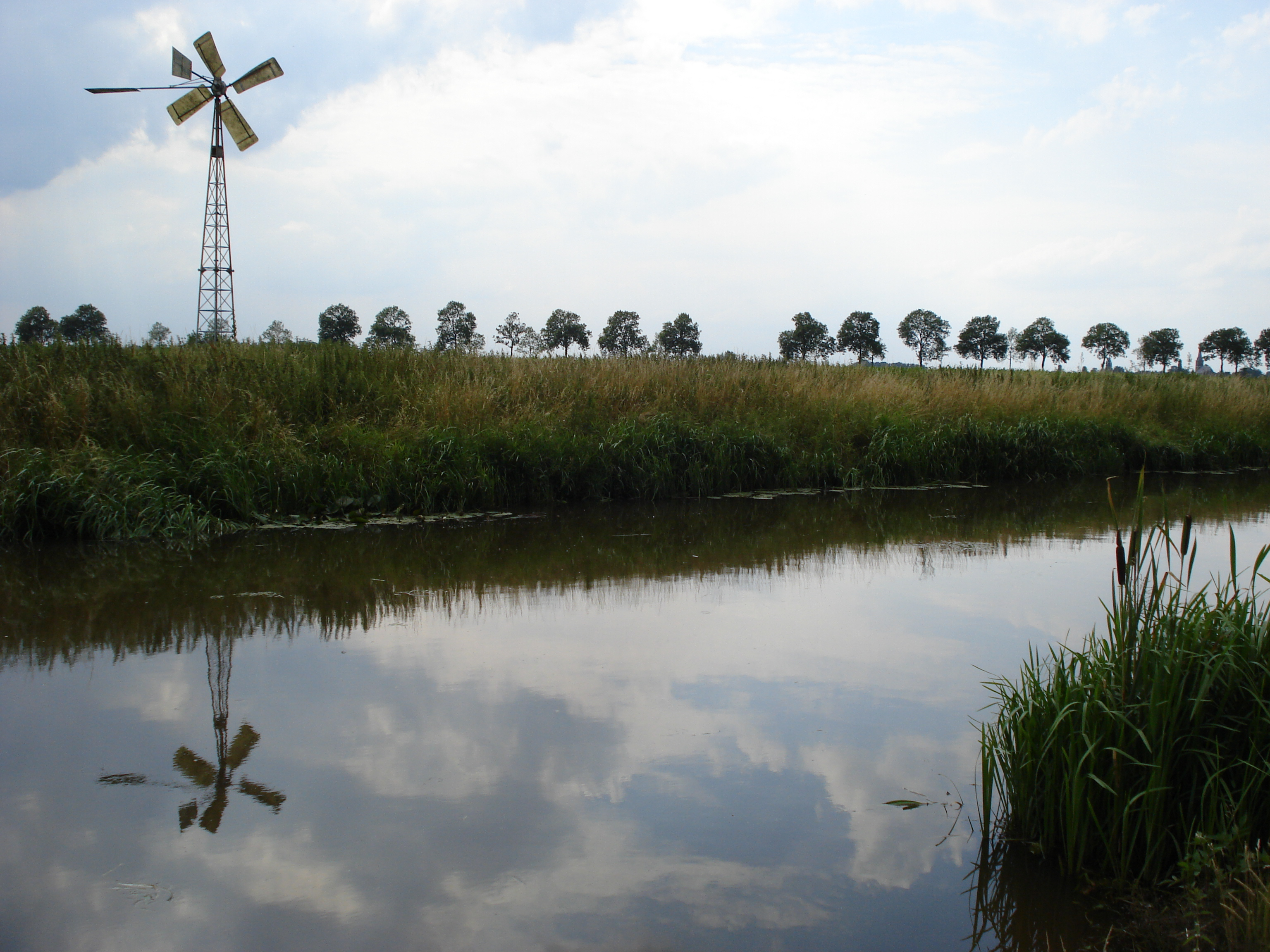
Hertogswetering, petit moulin de drainage à hauteur de Berghem
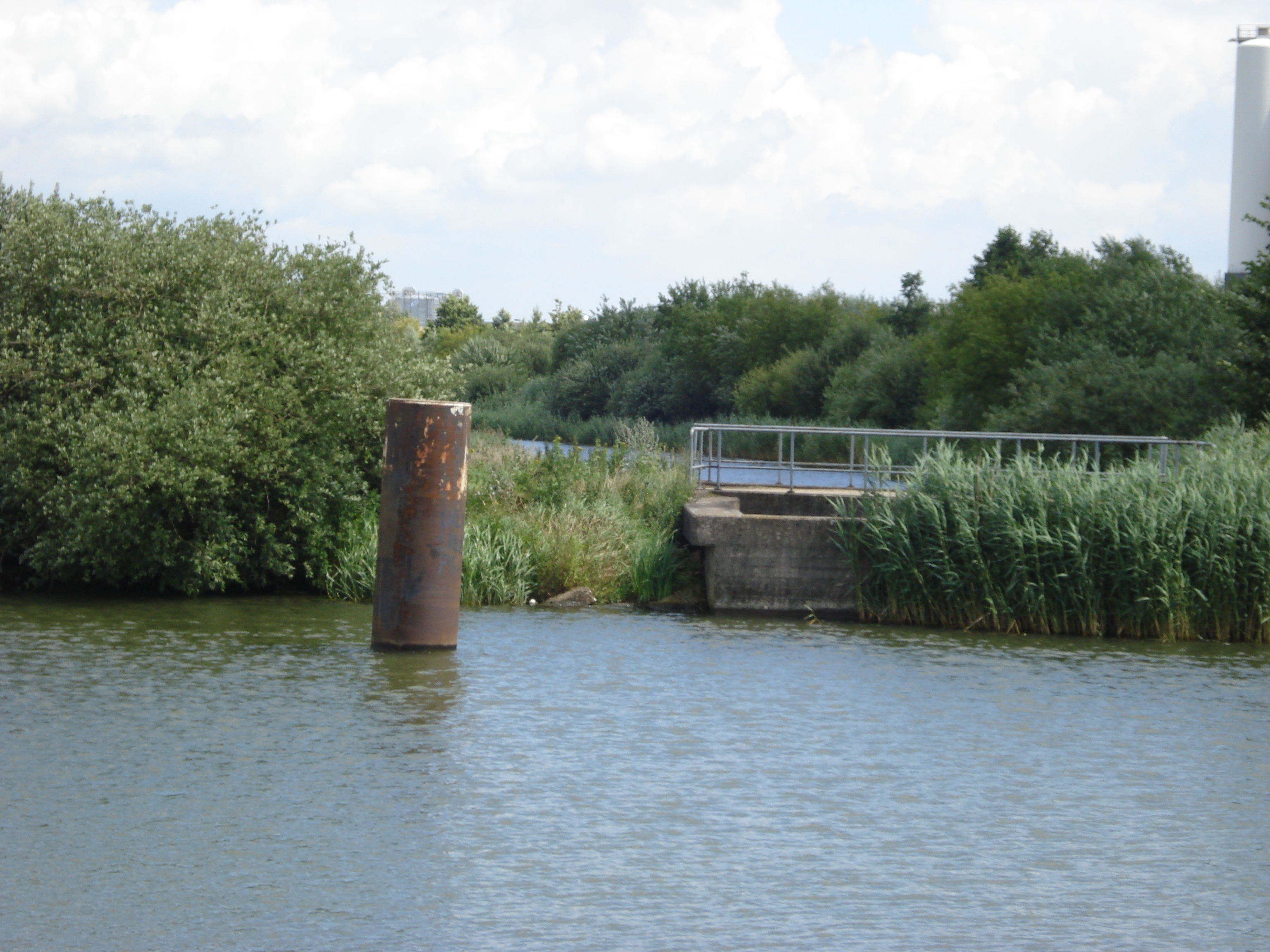
Hertogswetering, entrée du siphon au-dessous du Burgemeester Delenkanaal
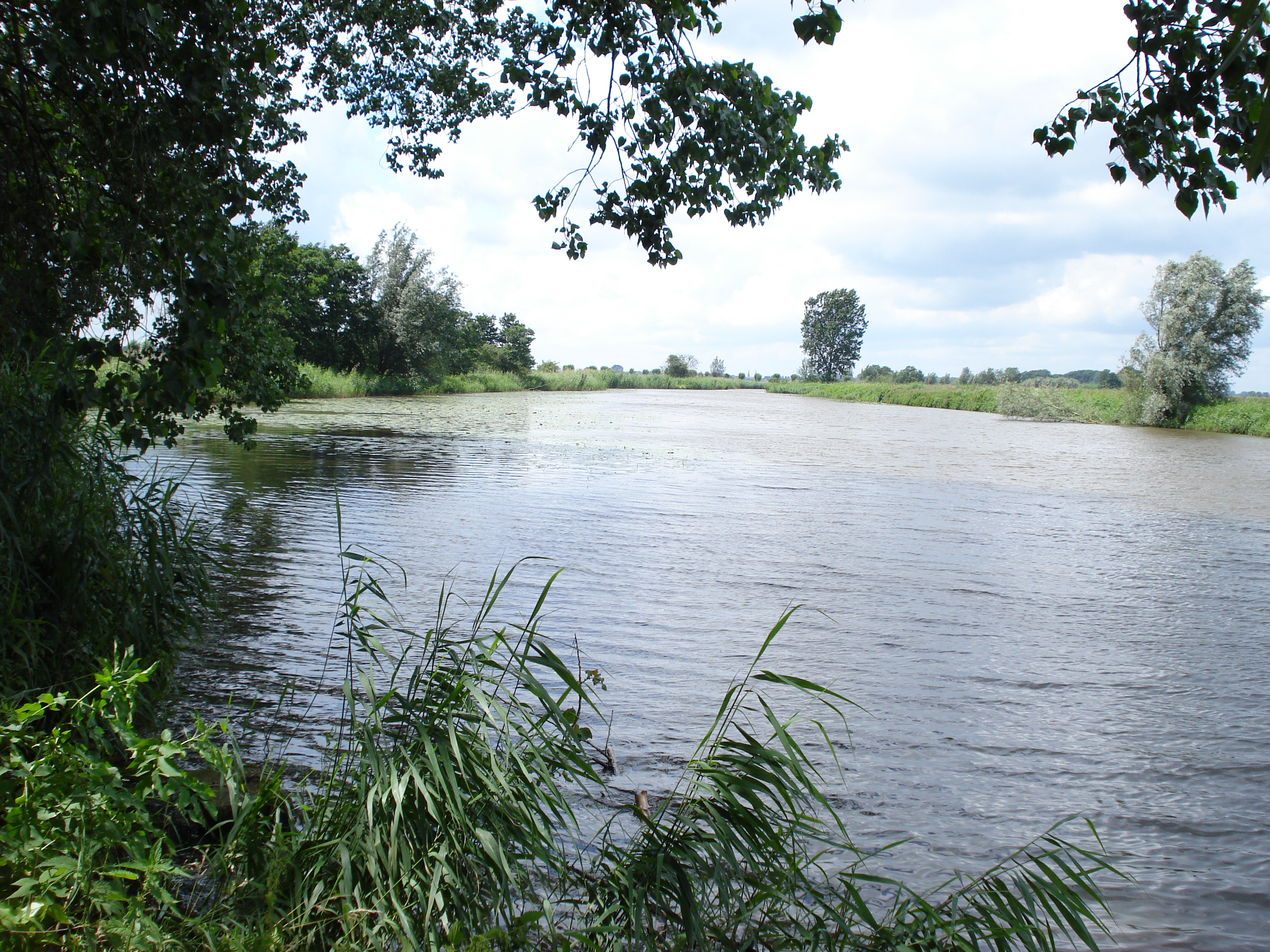
Hertogswetering, la section Ossermeer
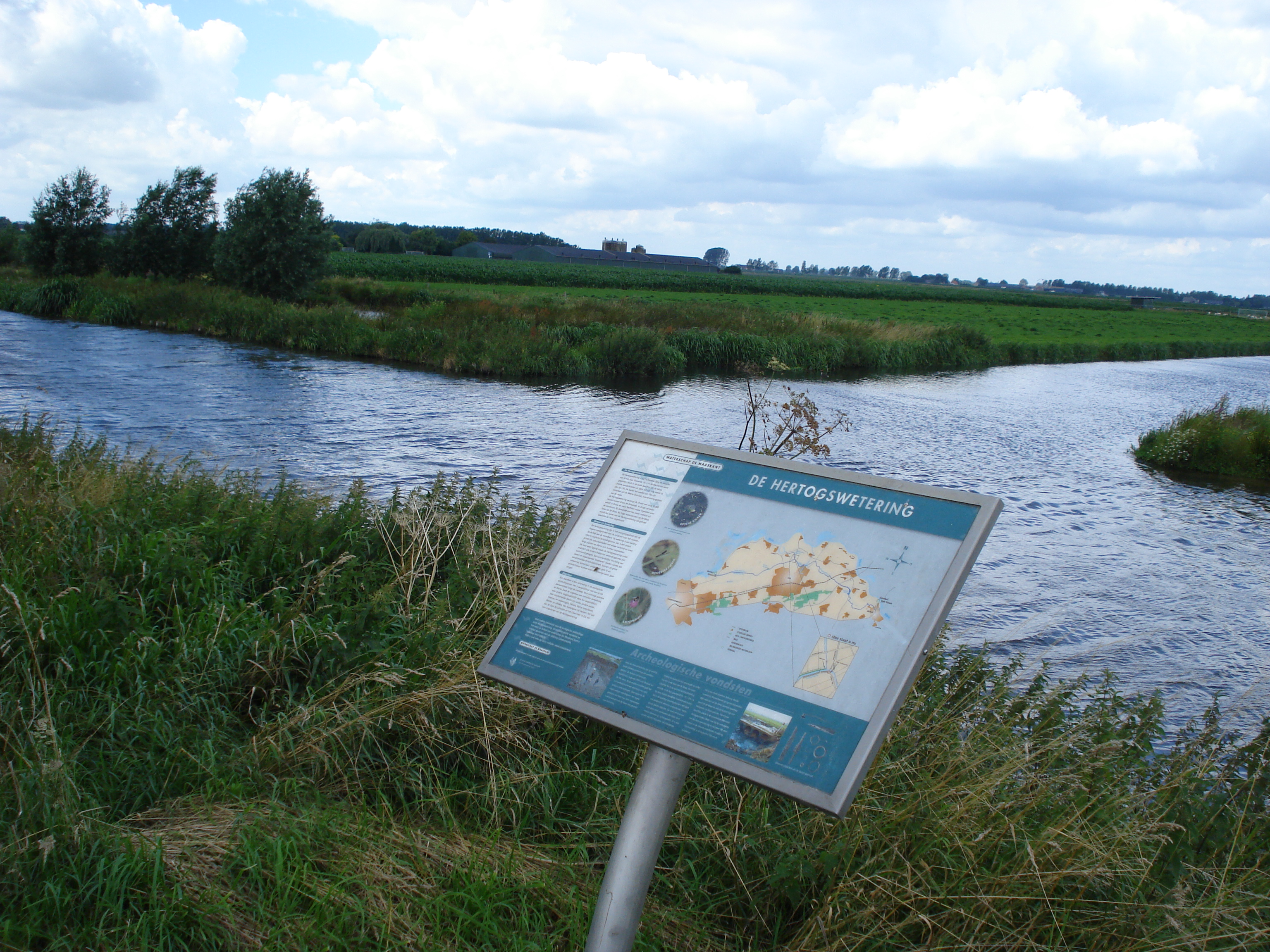
Hertogswetering, embranchement du Teeffelse wetering
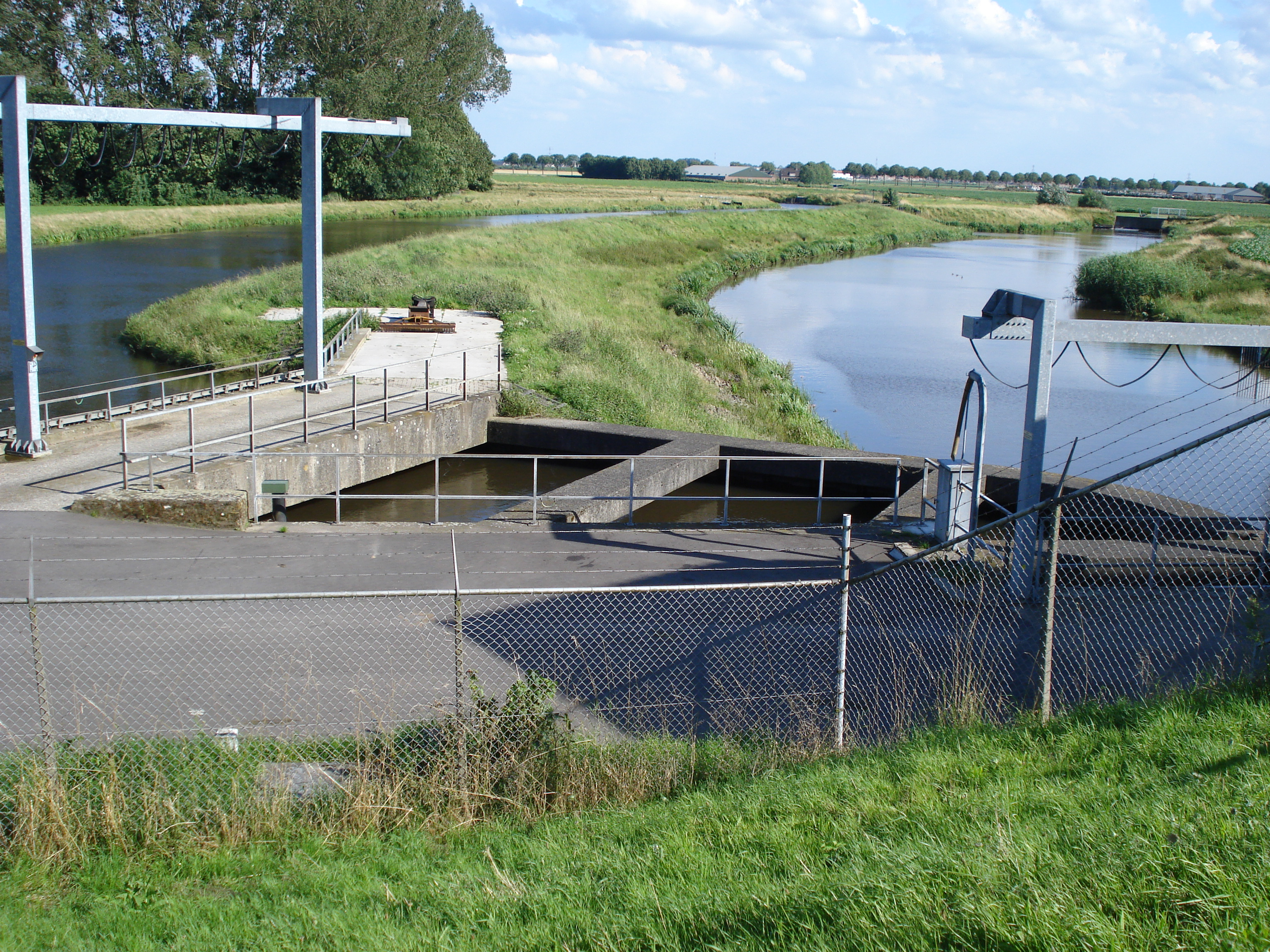
Hertogswetering (droite) et Roode Wetering (gauche)
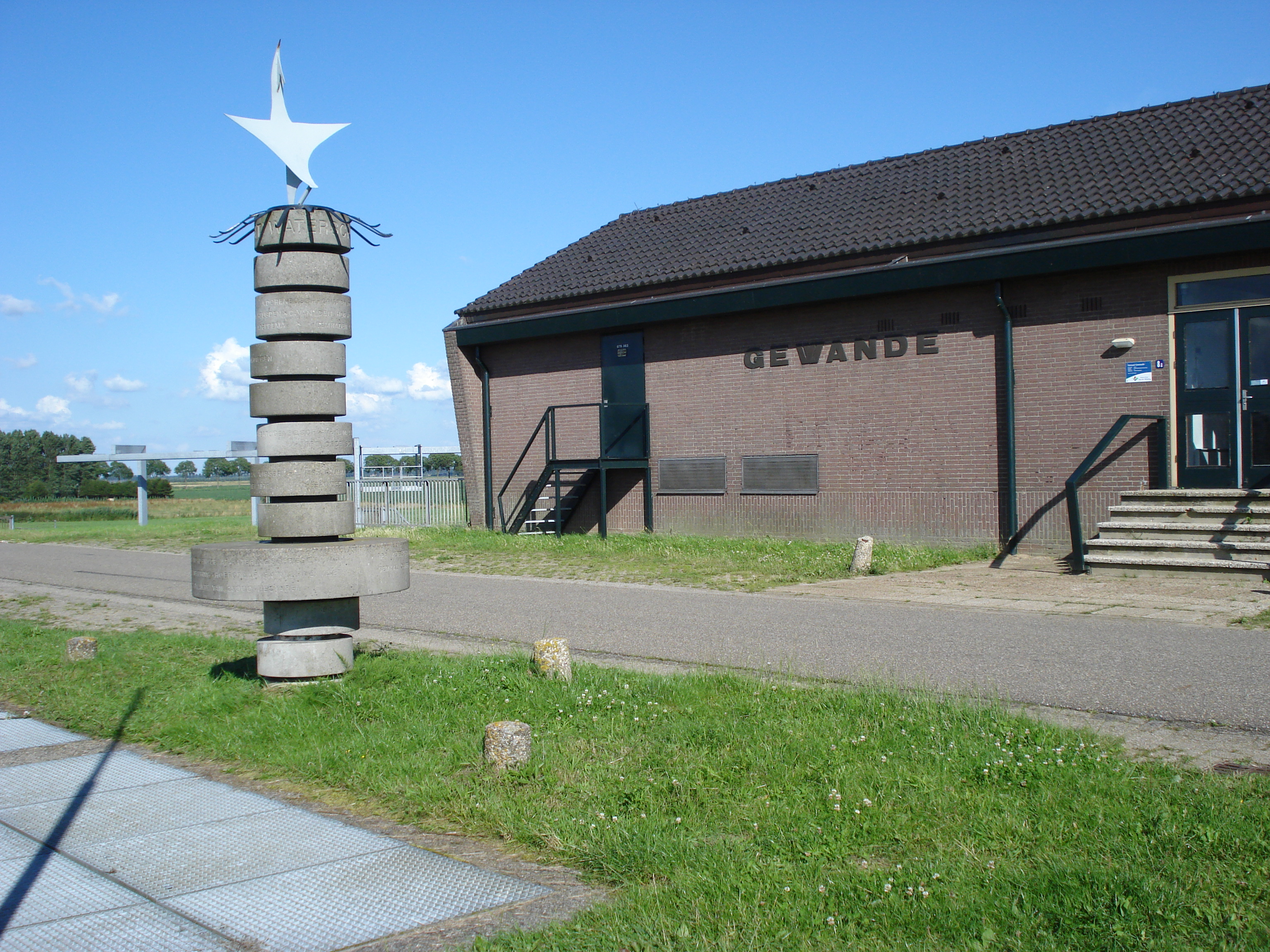
Hertogswetering, station de pompage Gewande
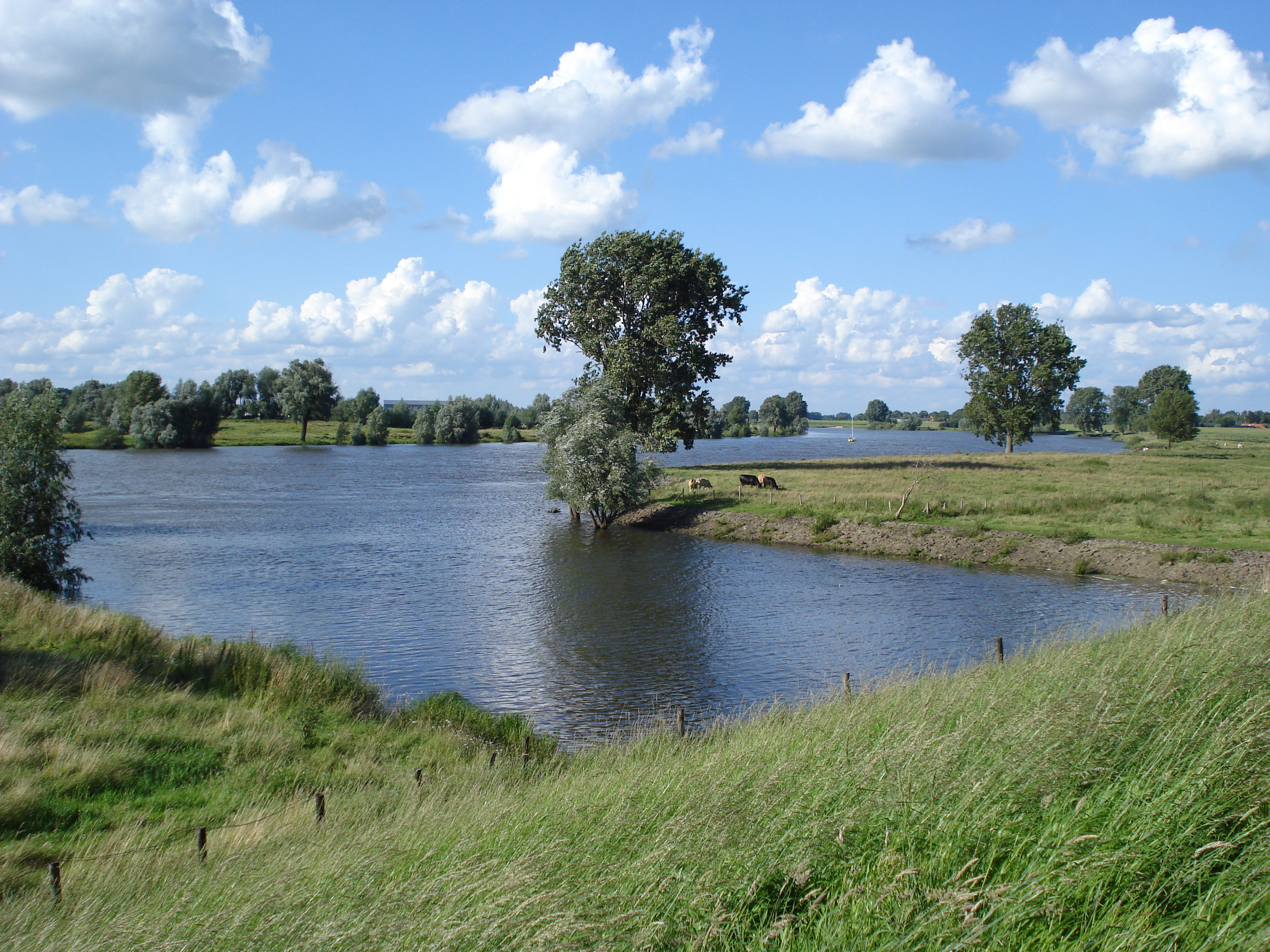
Hertogswetering, nouvelle bouche dans la Meuse
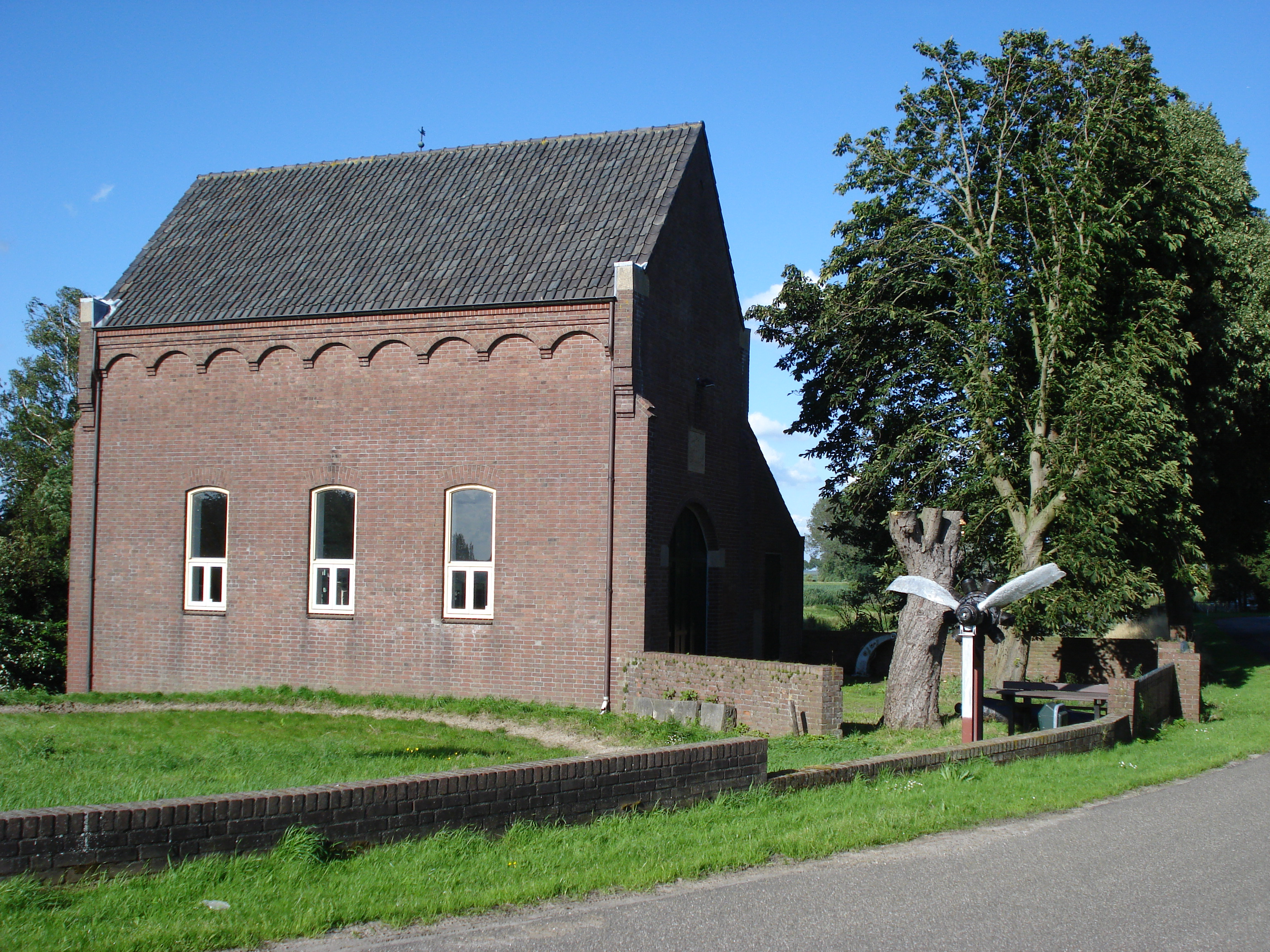
Hertogswetering, ancienne station de pompage Hertogsgemaal